# Caleb Landry Jones
Caleb Landry Jones (Garland, Texas, 7 de diciembre de 1989) es un actor y músico estadounidense.
Ha participado en películas como The Last Exorcism (2010) y X-Men: primera generación (2011), donde interpreta al mutante Banshee. En 2012 protagonizó el thriller Contrabando de Baltasar Kormákur.
En 2021 fue galardonado como Mejor Actor en el Festival de Cannes por interpretar a Martin Bryant en la película Nitram. Además, también ganó como Mejor Actor en los Premios AACTA.

## Biografía
Jones nació en Garland, Texas, hijo de Patrick y Cindy Jones. Cuando era niño, su familia se mudó a la cercana ciudad de Richardson, donde se crio, y donde más tarde conoció a Robert Hudson y formó la banda de folk rock experimental, Robert Jones. Después de encontrar cierto éxito como actor, Jones se mudó a Los Ángeles para continuar su carrera en el cine.
Después de algunos papeles pequeños, a veces sin acreditar, en películas tan populares como No Country for Old Men y Superbad, Jones comenzó a recibir trabajo en televisión, apareciendo en Friday Night Lights como Jimmy Adler y en Breaking Bad como Louis. Luego, Jones tuvo papeles secundarios en The Last Exorcism, estrenada en 2010, y X-Men: primera generación, estrenada en 2011. En 2012, tuvo su primer papel protagónico en Antiviral, el debut cinematográfico del guionista y director Brandon Cronenberg, hijo del director de cine de terror canadiense David Cronenberg.
Jones ha seguido apareciendo en papeles secundarios tanto en películas independientes como convencionales. En 2017, apareció en American Made, The Florida Project, Get Out y Three Billboards Outside Ebbing, Missouri. Las últimas tres películas recibieron nominaciones en los Premios Oscar ; las dos últimas fueron nominados a Mejor Película. En 2021, interpretó al asesino en masa australiano Martin Bryant en Nitram de Justin Kurzel, que le valió a Jones el Premio del Festival de Cine de Cannes al Mejor Actor.

## Filmografía
| Película   | Película                                  | Película                | Película |
| Año        | Título                                    | Papel                   | Notas |
| ---------- | ----------------------------------------- | ----------------------- | --- |
| 2007       | No Country for Old Men                    | Boy on Bike             | Como Caleb Jones |
| 2007       | Superbad                                  | Boy at Party            | Sin acreditar |
| 2008       | The Longshots                             | Jonesy                  | Como Caleb Jones |
| 2010       | El último exorcismo                       | Caleb Sweetzer          | |
| 2010       | The Social Network                        | Chico de la fraternidad | Como Caleb Jones |
| 2011       | Summer Song                               | Jack                    | |
| 2011       | X-Men: primera generación                 | Sean Cassidy/Banshee    | |
| 2012       | Contrabando                               | Andy                    | |
| 2012       | Antiviral                                 | Syd March               | |
| 2012       | Byzantium                                 | Frank                   | |
| 2013       | Tom à la ferme                            | Guillaume               | Sin acreditar |
| 2014       | God's Pocket                              | Leon Scarpato           | |
| 2014       | Low Down                                  | Cole                    | |
| 2014       | Queen and Country                         | Percy                   | |
| 2015       | Heaven Knows What                         | Ilya                    | |
| 2015       | Stonewall                                 | Orphan Annie            | |
| 2016       | War on Everyone                           | Birdwell                | |
| 2017       | Viena and the Fantomes                    | Albert                  | |
| 2017       | Get Out                                   | Jeremy Armitage         | Nominado - National Board of Review al Mejor Actor de Reparto Nominado - Premio de la crítica de San Diego al Mejor Reparto Ganador Premio del Sindicato de Actores a la Actuación Sobresaliente de un Elenco en una Película Nominado — Premio de la Sociedad de Críticos de Cine de Detroit a la Mejor Revelación (para American Made, The Florida Project, Get Out y Three Billboards Outside Ebbing, Missouri) |
| 2017       | The Florida Project                       | Jack Hicks              | |
| 2017       | American Made                             | JB                      | |
| 2017       | Three Billboards Outside Ebbing, Missouri | Red                     | |
| 2018       | Welcome the Stranger                      | Ethan                   | |
| 2019       | The Dead Don't Die                        | Bobby Wiggins           | |
| 2020       | Finch                                     | robot Jeff (voz)        | |
| 2021       | Nitram                                    | Martin Bryant           | Ganador - Festival de Cannes al Mejor Actor Ganador - Premios AACTA al Mejor Actor Ganador - Premio del círculo de la crítica de Australia al Mejor Actor Ganador - Festival de Cine de Sitges al Mejor Actor |
| 2021       | The Forgiven                              | Dally Margolis          | |
| 2023       | Dogman                                    | Douglas                 | |
| 2025       | Dracula: A Love Tale                      | Conde Drácula           | |
| Televisión |                                           |                         | |
| Año        | Título                                    | Papel                   | Notas |
| 2009       | Breaking Bad                              | Louis                   | 2 episodios |
| 2010       | Friday Night Lights                       | Jimmy Adler             | 2008–2010 |